# Sinothomisus
Sinothomisus es un género de arañas cangrejo de la familia Thomisidae.

## Especies
- Sinothomisus hainanus (Song, 1994)
- Sinothomisus liae Tang, Yin, Griswold & Peng, 2006